# مرغملک
مرغملک، روستایی از توابع شهرستان شهرکرد در استان چهارمحال و بختیاری است.

## جمعیت
این روستا در دهستان مرغملک قرار داشته و براساس سرشماری سال ۱۳۸۵جمعیت آن ۲٬۲۳۶نفر (۵۶۴خانوار) بوده است.

## زبان
مردم این روستا به زبان لری بختیاری سخن می‌گویند.